# Wings (album Adama Pierończyka i Miroslava Vitouša)
Wings (tłum. z ang. "Skrzydła") – wspólny album dwóch słowiańskich muzyków jazzowych: polskiego saksofonisty Adama Pierończyka i czeskiego kontrabasisty Miroslava Vitouša, wydany na przełomie listopada i grudnia 2015 r. przez For Tune i Narodowy Instytut Audiowizualny. Oficjalna premiera odbyła się 28 listopada 2015 podczas Europejskich Targów Muzycznych Gazety CJG. Płytę nominowano do nagrody Fryderyka 2016.

## Lista utworów
1. Enzo and the Blue Mermaid 06:29
2. Bach at Night 02:57
3. I'm Flying! I'm Flying! 05:00
4. Full Moon Sky 06:07
5. Mustangi 08:01
6. Hainy 04:31
7. Pheidippides 05:54
8. Tulipan 05:23
9. Hypnotic Minuet 05:33
10. Mandala of Melodies 05:33

## Wykonawcy
- Adam Pierończyk – saksofony sopranowy i tenorowy, zoucra
- Miroslav Vitouš – kontrabas